# مینومی تسویوشی
مینومی تسویوشی (به ژاپنی: 三重ノ海 剛司) کُشتی‌گیر سومو اهل استان میه در کشور ژاپن است که پنجاه‌وهفتمین کشتی‌گیر دارای رتبهٔ یوکوزونا محسوب می‌شود. وی در سال ۱۹۷۹ میلادی به این مرتبه ارتقا یافت و در سال ۱۹۸۰ میلادی بازنشست شد. مینومی تسویوشی توانست ۳ بار قهرمان (یوشو) مسابقات سومو شود.